# نانا کیتاده
نانا کیتاده (北出 菜奈 Kitade Nana) (به انگلیسی: Nana Kitade؛ زادهٔ ۲ مهٔ ۱۹۸۷) یک خواننده-ترانه‌پرداز و موسیقی‌دان ژاپنی است. وی علاوه‌بر موفقیتی که به‌عنوان خوانندهٔ اصلی گروهٔ راک تینیج کیسرز کسب کرد، موفقیت‌هایی به‌عنوان هنرمند انفرادی، مدل، بازیگر و طراح مد هم کسب نموده‌است. وی از آسیا، اروپا و آمریکای شمالی بازدید کرده‌است.

## تورها
- تور نانا کیتاده (۲۰۰۴)
- تور نانا کیتاده به‌همراهٔ لاولس اروپا (۲۰۱۱)